# Witalij Hoszkoderia
Witalij Wałerijowycz Hoszkoderia, ukr. Віталій Валерійович Гошкодеря (ur. 8 stycznia 1988 w Doniecku) – ukraiński piłkarz, grający na pozycji obrońcy.

## Kariera piłkarska

### Kariera klubowa
Syn znanego piłkarza Wałerija Hoszkoderii. Wychowanek Akademii Piłkarskiej Szachtar Donieck, barw którego bronił w juniorskich mistrzostwach Ukrainy (DJuFL). Karierę piłkarską rozpoczął 31 października 2004 w trzeciej drużynie Szachtara. Potem występował w drużynie rezerw. Na początku 2009 został wypożyczony do farm-klubu Olimpik Donieck, a latem do Wołyni Łuck. W czerwcu 2010 wrócił z wypożyczenia do Szachtara, ale już 30 sierpnia ponownie został wypożyczony do Wołyni Łuck. Latem 2011 został piłkarzem Krywbasa Krzywy Róg. Nie potrafił przebić się do podstawowego składu, dlatego w lutym 2012 został wypożyczony do Naftowyk-Ukrnafty Ochtyrka. 25 czerwca 2013 powrócił do Wołyni Łuck. Po zakończeniu sezonu 2013/14 opuścił wołyński klub. Podczas przerwy zimowej sezonu 2014/15 powrócił do Olimpika Donieck. Latem 2017 przeszedł do kazachskiego Okżetpesu Kokczetaw, w którym grał do końca 2018 roku. 9 lutego 2019 został piłkarzem Czornomorca Odessa, w którym grał do grudnia 2019 roku.

### Kariera reprezentacyjna
Występował w juniorskich reprezentacjach U-17 oraz U-19.

## Sukcesy i odznaczenia

### Sukcesy klubowe
- wicemistrz Ukraińskiej Pierwszej lihi: 2010
- mistrz Kazachskiej Pierwszej lihi: 2018